# Melanie Fiona
Melanie Fiona Hallim (Toronto, 1983. július 4. –) kanadai R&B-énekesnő és dalszerző. Guyanai bevándorlók gyermekeként született, afro-guyanai, indiai és portugál származású. Toronto belvárosában nőtt fel. A zene gyermekkorától végigkísérte életét; apja gitáros, és gyakran engedte, hogy Melanie hallgassa, ahogy gyakorol; anyja gyakran hallgatott zenét otthon, a The Ronettestől Whitney Houstonig mindent.
Szerepelt a Reggae Gold 2008 című albumon a Somebody Come Get Me című dalban, melynek producere Supa Dups. Első albuma, a The Bridge 2009 nyarán jelent meg, Melanie-val együtt dolgozott rajta Future Cut, Vada Nobles, a Stereotypes, J. Phoenix, Peter Wade  Keusch és Salaam Remi. Az első kislemezt, a Give It to Me Rightot 2009. február 28-án küldték el a rádióknak, a 20. helyig jutott a Billboard Canadian Hot 100 listáján és a 41. helyig a brit slágerlistán. A második kislemez, az It Kills Me lett az első dala, ami felkerült az amerikai Billboard Hot 100-ra, a Top 50-be, és listavezető lett a Hot R&B/Hip-Hop Songs slágerlistán. A dalért Grammy-díjra jelölték legjobb női R&B-ének kategóriában. A The Bridge-et NAACP Image Awardra jelölték kiemelkedő új előadó kategóriában. Európában legnagyobb sikere a Monday Morning című dal. 2012-ben Grammy-díjat nyert Cee Lo Greennel közös Fool for You című daláért.

## Élete
Melanie Fiona Hallim 1983. július 4-én született Torontóban, guyanai bevándorlók második gyermekeként. Szülei az 1970-es évek végén költöztek Kanadába. Apja pénzügyekkel, anyja bankban dolgozik. Melanie tizenhat évesen kezdett dalokat írni.
2002-ben rövid ideig az X-Quisite lánycsapat tagja volt. Karrierje kezdetén torontói nightclubokban lépett fel. 2005-ben Los Angelesbe ment, hogy lemezszerződésre tegyen szert. A lemezcégeknek tetszett külseje és énekhangja, de Melanie szavaival élve „tudtam, hogy amint dolgozni kezdek vagy leszerződök velük, megpróbáltatnak átváltoztatni valami teljesen mássá. Ezt nem akartam.” Több híres előadó, köztük Rihanna és Kardinal Offishall számára is írt dalokat társszerzőként, és Syren Hall álnéven elénekelte a Somebody Come Get Me reggae-dalt, ami felkerült a Reggae Gold 2008 című válogatásalbumra. 2007-ben Steve Rifkind felfedezte és leszerződtette a SRC Recordshoz és a Universal Motownhoz. Melanie ezután Kanye Westtel turnézott a Glow in the Dark turnén.
Mielőtt befejezte volna első albumát, Melanie találkozott Jay-Z-vel és egy barátjával, Tatával. Játszott nekik a szerzeményeiből, és annyira megtetszett nekik a zenéje, hogy ők is leszerződtették a Roc Nationhöz.  Első albuma, a The Bridge 2009 júniusában jelent meg, és az USA-ban 248 000 példányban kelt el. A Beyond Race Magazine 2009 ötven feltörekvő előadója közé sorolta. Az albumról több kislemez is megjelent, köztük az It Kills Me, ami tíz hétig vezette a Billboard Hot R&B/Hip-Hop Songs slágerlistáját és kapott egy jelölést az 52. Grammy-díjkiosztón. Melanie részt vett a We Are the World 25 for Haiti jótékonysági dal feléneklésében. 2010-ben Alicia Keys előzenekaraként turnézott Alicia The Freedom turnéján.
2010. július 4-én interjút adott a Sound-Savvy.com zenei blognak, és bejelentette, hogy már dolgozik második, The MF Life című albumán, melyet erőteljes soulhangzás fog jellemezni. Említette, hogy John Legend is vele dolgozik. Első kislemeze, a 2011-ben megjelent Gone and Never Coming Back a 37. helyet érte el az amerikai R&B slágerlistán, ezzel második legsikeresebb dala ezen a listán. Még 2011-ben megjelent az album második kislemeze is, a 4 AM melyet augusztus 30-án küldtek el a rádióknak. Ez a dal a 4. helyet érte el az amerikai R&B slágerlistán. Az album 2012. március 30-án jelent meg.

## Stílusa
Melanie Whitney Houstont, Christina Aguilerát, Sam Cooke-ot, a Sade-et, Amy Winehouse-t, India.Arie-t, Patsy Cline-t és Bob Marleyt nevezi meg ihletőiként. Ikonnak nevezte és szintén egyik ihletőjének tartja Janet Jacksont is. Lauryn Hill The Miseducation of Lauryn Hill című albumát meghatározónak tartja. A retró hangzást szülei hatásának tudja be. „Szüleim nagy zenekedvelők, folyton soulzenét játszottak”, köztük a The Supremest, a The Ronettest és Sam Cooke-ot, valamint többféle nyugat-indiai zenét, socát, calypsót és reggae-t.
Dalszövegeit személyes élményeiről írja, de igyekszik minél többek számára átérezhetővé tenni, még akkor is, amikor valami nagyon személyesről ír. Hasonlították Lauryn Hillhez, Macy Grayhez, Chrisette Michele-hez, Marsha Ambrosiushoz és Jill Scotthoz.

## Diszkográfia

### Albumok
| Cím                                       | Legmagasabb elért helyezés | Legmagasabb elért helyezés | Legmagasabb elért helyezés | Legmagasabb elért helyezés | Legmagasabb elért helyezés | Legmagasabb elért helyezés |
| Cím                                       | CAN                        | US                         | US R&B                     | GER                        | SWI                        | UK                         |
| ----------------------------------------- | -------------------------- | -------------------------- | -------------------------- | -------------------------- | -------------------------- | -------------------------- |
| The Bridge - Kiadó: SRC/Universal Motown  | 25                         | 27                         | 4                          | 35                         | 3                          | 98                         |
| The MF Life - Label: SRC/Universal Motown | 64                         | 7                          | 1                          | –                          | 23                         | 32                         |

| Cím                           | Év   | Legmagasabb elért helyezés | Legmagasabb elért helyezés | Legmagasabb elért helyezés | Legmagasabb elért helyezés | Legmagasabb elért helyezés | Legmagasabb elért helyezés | Legmagasabb elért helyezés | Legmagasabb elért helyezés | Legmagasabb elért helyezés | Minősítés             | Album       |
| Cím                           | Év   | CAN                        | AUT                        | GER                        | ITA                        | SWE                        | SWI                        | US                         | US R&B                     | UK                         | Minősítés             | Album       |
| ----------------------------- | ---- | -------------------------- | -------------------------- | -------------------------- | -------------------------- | -------------------------- | -------------------------- | -------------------------- | -------------------------- | -------------------------- | --------------------- | ----------- |
| Sad Songs                     | 2009 | —                          | —                          | —                          | —                          | —                          | —                          | —                          | —                          | —                          |                       | The Bridge  |
| Give It to Me Right           | 2009 | 20                         | 54                         | 31                         | 9                          | —                          | 5                          | —                          | 57                         | 41                         | - Svájc: aranylemez   | The Bridge  |
| It Kills Me                   | 2009 | —                          | —                          | —                          | —                          | —                          | —                          | 43                         | 1                          | —                          |                       | The Bridge  |
| Bang Bang                     | 2009 | —                          | —                          | —                          | —                          | —                          | —                          | —                          | —                          | —                          |                       | The Bridge  |
| Monday Morning                | 2009 | —                          | 3                          | 46                         | —                          | 11                         | 1                          | —                          | —                          | —                          | - Svájc: platinalemez | The Bridge  |
| Ay Yo                         | 2010 | —                          | —                          | —                          | —                          | —                          | 62                         | —                          | 71                         | —                          |                       | The Bridge  |
| Priceless                     | 2010 | —                          | —                          | —                          | —                          | —                          | —                          | —                          | 94                         | —                          |                       | The Bridge  |
| Gone and Never Coming Back    | 2011 | —                          | —                          | —                          | —                          | —                          | —                          | —                          | 37                         | —                          |                       | The MF Life |
| 4 AM                          | 2011 | —                          | —                          | —                          | —                          | —                          | —                          | 81                         | 8                          | —                          |                       | The MF Life |
| This Time (featuring J. Cole) | 2012 | —                          | —                          | —                          | —                          | —                          | —                          | —                          | 89                         | —                          |                       | The MF Life |
| Wrong Side of a Love Song     | 2012 | —                          | —                          | —                          | —                          | —                          | —                          | —                          | 87                         | —                          |                       | The MF Life |

## Díjak és jelölések
- Grammy-díj
  - 2010, legjobb R&B-dal női előadótól: It Kills Me (jelölés)[10]
- NAACP Image Awards
  - 2010, legjobb új előadó (jelölés)
- BET Awards[33]
  - 2010, legjobb új előadó (jelölés)
  - 2010, legjobb női R&B-előadó (jelölés)
  - 2010, BET Centric Award (jelölés)
  - 2010, az év videóklipje: It Kills Me (jelölés)
- Juno Awards
  - 2010, az év R&B/soulfelvétele: The Bridge (jelölés)[12]
- Eska Music Awards
  - 2010, legjobb album: The Bridge (győztes)[34]